# Pierre Labarelle
Pierre Labarelle est un céiste français pratiquant le slalom né le 19 septembre 1982 à Mulhouse.

## Palmarès

### Championnats du monde de canoë-kayak slalom
- 2005 à Sydney,  Australie
  -  Médaille d'or en C-1 par équipe
- 2007 à Foz do Iguaçu,  Brésil
  -  Médaille d'or en C-1 par équipe
- 2011 à Bratislava,  Slovaquie
  -  Médaille d'or en C-2 par équipe

### Championnats d'Europe de canoë-kayak slalom
- 2007 à Liptovský Mikuláš  Slovaquie
  -  Médaille de bronze en relais 3xC1
  -  Médaille d'argent en C-1
- 2011 à La Seu d'Urgell  Espagne
  -  Médaille d'argent en C2
- 2013 à Cracovie  Pologne
  -  Médaille d'or en C2